# Fernwood (Chicago)
Pour les articles homonymes, voir Fernwood.
Fernwood est un quartier situé entre la 99e et la 103e rue du secteur de Roseland à Chicago (Illinois). 
Fernwood était autrefois considéré comme un quartier "haut de gamme" du secteur de Roseland. Parfois qualifiée de West Roseland, la communauté a été constituée en village en 1883. La région était connue sous le nom de « Fernwood Parkway », et appréciée pour sa promenade entre les 95e et 103e rues le long de Eggelston. Comme les communautés environnantes, la région a été annexée à la ville de Chicago en 1891. Il a été le dernier village du South Side à être annexé à Chicago.